# عبد العزيز الحافظ
عبد العزيز الحافظ هو سياسي عراقي شغل منصب وزير الاقتصاد بين عامي 1963 و1965.
في تموز 1965، استقال مع وزير الصناعة أديب الجادر ووزير الشؤون البلدية والقروية فؤاد الركابي.

## روابط خارجية
- عزيز الحافظ.. عقلية اقتصادية ناضجة – مقالات – عبد الله اللامي